# Couronne (pièce de monnaie)
Pour les articles homonymes, voir Couronne.
La couronne (en anglais, crown) est une pièce de monnaie anglaise introduite par la réforme monétaire d'Henri VIII d'Angleterre en 1526, d'abord connue sous le nom de couronne de la double rose (crown of the Double Rose), établie définitivement avec la réforme monétaire britannique de 1816 avec une valeur de 5 shillings, soit 1/4 de livre sterling.

## Couronne anglaise

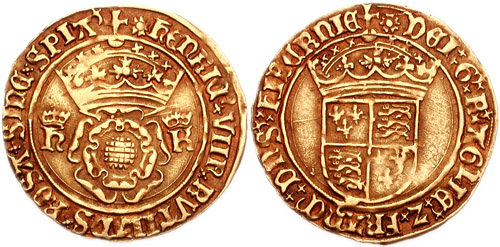
Couronne anglaise en or, dite de la double rose (26 mm, 3,69 g, 8 h). Seconde frappe vers 1526 – 1529 à Londres.

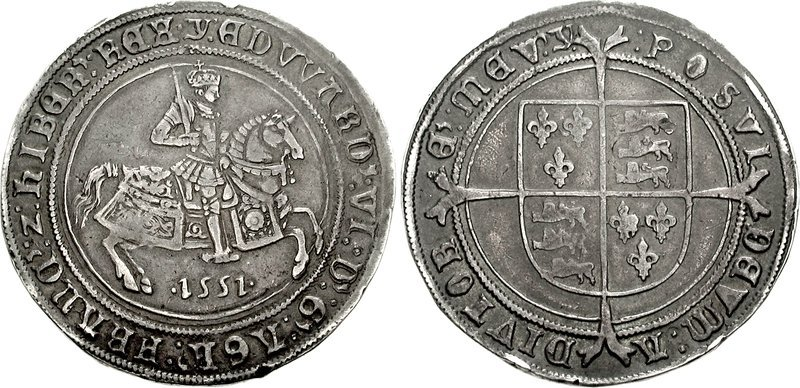
Couronne anglaise en argent, émise par Édouard VII d'Angleterre (argent fin, 41 mm, 30,78 g, 9 h ; 3e période).

Les premières pièces étaient en or, pesant moins de 4 g à 917 ‰, et équivalaient sous le règne d'Édouard IV, à 5 shillings ou ½ ryal, ou 60 pence. Le nom de crown (« couronne »), qui est postérieur à cette première série, provient sans doute du français, et des frappes produites sous le règne de Philippe VI de Valois à partir de 1339. Sur le plan international, cette pièce peut rivaliser avec le florin de Florence et le sequin de Venise. Par la suite, le poids est abaissé à 2,25 g et correspond à ½ angel. Nombre de ces premières pièces ont été frappées avec l'or versé par le royaume de France en vertu du traité d'Étaples obtenu par Henri VII en 1492 : la France devait régler la dette énorme du duché de Bretagne avec l'Angleterre pour consolider l'union définitive de la Bretagne à la France (et la libération de villes et fiefs bretons ou français laissées en gage ou encore occupés par l'Angleterre). Les versements en or du Trésorier de France (Trésor royal français) (au total 620 000 couronnes, plus une indemnité de 125 000 couronnes, dont 50 000 couronnes par an) ont représenté jusqu'au quart du budget du royaume d'Angleterre. Ce n'est cependant qu'en 1544, sous le règne de Henri VIII, que cette pièce prend le nom de crown. Les frappes en or de ce type sont suspendues après 1619. 
Les premières couronnes frappées en argent furent, elles, produites sous le règne d'Édouard VI d'Angleterre, de 1547 à 1553, et pesaient chacune un peu moins d'une once troy. Elle est contemporaine du thaler impérial. 
Bien qu'il soit communément pensé que toutes les couronnes ont été émises en argent, les pièces d'or et d'argent ont toutes deux continué à avoir cours sous les règnes d'Élisabeth Ire d'Angleterre, de Jacques Ier d'Angleterre, et de Charles Ier d'Angleterre.

## Couronne britannique (Silver Crown)

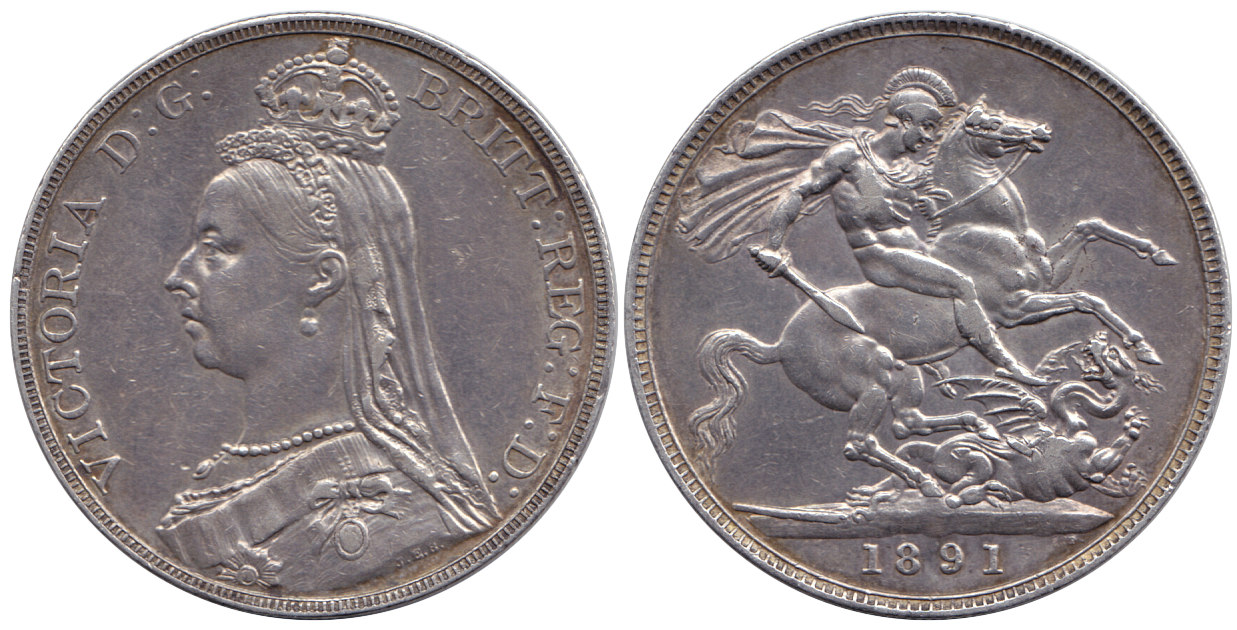
Couronne britannique type Jubilé datée 1891 représentant la reine Victoria (argent, 28,28 g, recto-verso).

En 1727, lors du règne de Georges Ier, les couronnes anglaises et écossaises sont remplacées par la couronne britannique, qui est frappée pour sceller les actes d'union des deux royaumes en 1707, fondateurs de la Grande-Bretagne (aujourd'hui le Royaume-Uni de Grande-Bretagne et d'Irlande du Nord). Avant le Great Recoinage de 1816, cette pièce pèse une once troy d'argent. Le poids est ensuite abaissé à 28,28 g.
Redessinée dans un premier temps par les médailleurs Joseph Boehm et Benedetto Pistrucci, cette pièce est ensuite uniquement en argent 925 ‰, de 1818 à 1919, puis en argent 500 ‰  de 1920 à 1946 et enfin, en cupronickel de 1947 à 1970. Elle sera démonétisée avec la décimalisation de 1971. Il n'y aura pas de pièce de même valeur (25 nouveaux pence) dans le nouveau système, sauf épisodiquement sous forme de pièces commémoratives.